# Over-Nite Sensation
Over-Nite Sensation album je Franka Zappe i grupe The Mothers of Invention koji je izašao u rujnu 1973.g. Ovim albumom Zappa najavljuje prekretnicu u svome dosadašnjem radu. Odlična glazbena ekipa izvodi kombinaciju jazza, swinga i bogatu vokalnu izvedbu. Ruth Underwood na udaraljkama ,Jean-Luc Ponty na violini i George Duke na klavijaturama dolaze do fantastičnog izražaja na ovom projektu. Zappa i ovim albumom pokazuje da njegov interes za modernom klasičnom glazbom ne opada.

## Popis pjesama
Sve pjesme napisao je Frank Zappa.
1. "Camarillo Brillo" – 3:59
2. "I'm The Slime" – 3:34
3. "Dirty Love" – 2:58
4. "Fifty-Fifty" – 6:09
5. "Zomby Woof" – 5:10
6. "Dinah-Moe Humm" – 6:01
7. "Montana" – 6:35

## Izvođači
- Frank Zappa – gitara, vokal osim u skladbi "Fifty-Fifty"
- George Duke – sintisajzer, klavijature
- Bruce Fowler – trombon
- Tom Fowler – bas-gitara
- Ralph Humphrey – bubnjevi
- Ricky Lancelotti – vokal u skladbi "Fifty-Fifty" i "Zomby Woof"
- Sal Marquez – truba, vokal u skladbi "Dinah-Moe-Humm"
- Jean-Luc Ponty – violina, bariton violina
- Ian Underwood– klarinet, flauta, alt saksofon, tenor saksofon
- Ruth Underwood – udaraljke, marimba, vibrafon
- Kin Vassy – vokal u skladbi "I'm the Slime", "Dinah-Moe-Humm" i "Montana"
- Tina Turner i Ikettes - prateći vokali

## Produkcija
- Producent: Frank Zappa
- Projekcija: Fred Borkgren, Steve Desper, Terry Dunavan, Barry Keene, Bob Stone
- Remix: Kerry McNabb
- Digitalni remastering: Bernie Grundman, Bob Stone
- Aranžer: Frank Zappa
- Tehničar: Paul Hof
- Dizajn omota: Ferenc Dobronyi, Cal Schenkel
- Ilustracija: David McMacken

## Top lista
Album - Billboard (Sjeverna Amerika)
| Godina | Top lista  | Mjesto |
| ------ | ---------- | ------ |
| 1973   | Pop Albums | 32     |

## Vanjske poveznice
- Informacije na Lyricsu
- Detalji o izlasku albuma